# Любимов, Александр Владимирович (хоккеист)
Александр Владимирович Любимов (род. 15 февраля 1980, Усть-Каменогорск) — казахстанский, российский хоккеист, защитник.

## Биография
Воспитанник «Торпедо» Усть-Каменогорск, в сезоне 1995/96 играл за ШВСМ Усть-Каменогорск в открытом чемпионате России. Со следующего сезона — в тольяттинской «Ладе», в основном выступал за вторую команду, провёл также 18 матчей за ЦСК ВВС Самара.
Серебряный призёр молодёжного чемпионата мира 2000 года, сыграл 17 матчей за юниорскую сборную. На драфте НХЛ 2000 года был выбран в 3-м раунде под общим 83-м номером клубом «Эдмонтон Ойлерз». Сезон 2001/02 провёл в команде Центральной хоккейной лиги «Одесса Джекалопс» (Одесса, Техас). Вернувшись в Россию, играл за команды «Салават Юлаев-2» (2002/03), «Лада», «Лада-2» и «Сибирь» (2003/04); «Химик» Воскресенск, «ХК МВД» и «Нефтяник» Лениногорск (2004/05); ЦСК ВВС, «Белгород», «Спартак» Москва и «Спартак-2» Москва (2005/06), «Белгород» (2006/07), «Дизель» Пенза (2006/07 — 2008/09), «Неман» Гродно (Белоруссия, 2009/10).